# Hemma z Altdorfu
Hemma z Altdorfu (808 – 31. ledna 876 Řezno) byla východofranská královna, manželka Ludvíka II. Němce a sestra římské císařovny Judity Welfské. Náležela k Welfské dynastii.

## Život
Její otec byl hrabě Welf I., matkou Hedvika Bavorská z mocného saského rodu.
Manželství s Ludvíkem Němcem, třetím synem císaře Ludvíka I. Pobožného zosnovala její starší sestra Judita. Ta se za císaře Ludvíka Němce provdala roku 819 a o čtyři roky později mu porodila syna Karla II., který nebyl zahrnut v císařově dosavadním následnickém řádu Ordinatio imperii. Hemmino manželství mělo po změně následnictví podpořit pozdější Karlovy nároky.

## Potomci
S východofranským králem Ludvíkem Němcem měla sedm dětí:
- Hildegarda (828–856), jeptiška
- Karloman Východofranský (829–880), východofranský král a bavorský král
- Irmgarda z Buchau († 866), jeptiška
- Gisela, jeptiška
- Ludvík III. Mladší (830–882), východofranský král a bavorský vévoda ∞ 874 Liutgarda Saská
- Berta († 877), jeptiška
- Karel III. Tlustý (839–888), římský císař ∞ 862 Richardis Alsaská